# Dallas Bower
Dallas Bower (* 25. Juli 1907 in London; † 18. Oktober 1999 ebenda) war ein britischer Filmproduzent, Film- und Fernsehregisseur und Drehbuchautor, der 1947 als Produzent des Historienfilms Heinrich V. für einen Oscar nominiert war.

## Biografie
Bower, der seinen Namen Dallas nach einem Dorf in Schottland erhielt, war ein britischer Fernsehpionier, der seine Karriere, nach Abschluss seiner Schulzeit in der Willington School in Putney und am Lynton House in Notting Hill Gate sowie am St. John’s College in Hurstpierpoint, Sussex, Anfang der 1920er-Jahre als Tontechniker und Redakteur begann.  So war er 1929 als Tonmeister an Alfred Hitchcocks erstem Tonfilm Erpressung beteiligt, in dem Anny Ondra eine der Hauptrollen spielte. Bei der 1934 in Großbritannien gezeigten Filmkomödie The Path of Glory mit Maurice Evans und Valerie Hobson führte Bower Regie. Im Zeitraum 1936 bis 1939 war er Direktor bei BBC-TV. Zu dieser Zeit präsentierte die BBC mehrere Stücke von Shakespeare im Rahmen des Experimentalfernsehen, an denen Bower beteiligt war, was auch seine weitere Zusammenarbeit mit Laurence Olivier begründete, die mit der Verfilmung As You Like it von 1936 (deutscher Fernsehtitel Wie es Euch gefällt) ihren Anfang nahm. Bei der 1938 gezeigten Shakespeare-Adaption über Julius Caesar lag die Regie bei Bower. Dies war auch der Fall bei dem 1939 in England ausgestrahlten Fernsehfilm The Tempest/II nach dem Shakespeare-Theaterstück Der Sturm, wo er mit dem Choreografen Antony Tudor zusammenarbeitete.
Von 1940 bis 1942 war Bower Leiter der Filmproduktion des Informationsministeriums; bei BBC Radio produzierte er 1941 eine Radioversion des russischen Historienfilms Alexander Newski, eines Schlüsselwerks der Filmmusik-Geschichte, mit Laurence Olivier und der Musik von William Walton. Sein Büro teilte er seinerzeit mit John Betjeman und Graham Greene. Nach Kriegsende war er in erster Linie als freier Produzent und auch als Regisseur tätig.
1947 war Bower als ausführender Produzent des Filmdramas Heinrich V. von und mit Laurence Olivier für einen Oscar in der Kategorie „Bester Film“ nominiert. Die Auszeichnung ging jedoch an Samuel Goldwyn und das Filmdrama Die besten Jahre unseres Lebens.
In der 1949 entstandenen französischen Musicalverfilmung des von Lewis Carroll geschriebenen Fantasieromans Alice im Wunderland betraute man Bower mit der Regie. Er war zudem derjenige, der die ersten britischen Fernsehspots produzierte. Seine letzte Arbeit als Produzent leistete er von 1956 bis 1957 für die Abenteuerserie The Adventures of Sir Lancelot, von der er 13 Folgen produzierte. 1959 war er als Drehbuchautor an dem Mystery-Familienfilm Das Geheimnis der Mine beteiligt und 1960 führte er Regie bei der Kurzdokumentation New Minds for a New Firm, seiner letzten gelisteten Arbeit.
Bower war über einen langen Zeitraum bis zu seinem Lebensende Mitglied des traditionellen Londoner Herrenclubs „Savile-Club“. Er war ein Urururenkel der bedeutenden englischen Theaterschauspielerin Sarah Siddons. Während des Zweiten Weltkriegs war er für kurze Zeit Offizier im Royal Corps of Signals. Verheiratet war er von 1927 bis 1945 mit Violet Collings, mit der er einen Sohn und zwei Töchter hatte. Seine ältere Tochter starb vor ihm. Sein Sohn ist der Verleger Delian Bower.

## Auszeichnung
- 1947: Oscarnominierung für Heinrich V.

## Filmografie (Auswahl)
wenn nicht anders angegeben, *Produzent
- 1929: Erpressung (Blackmail) *Tonmeister
- 1930: Suspense *Tonmeister
- 1930: Under the Greenwood Tree *Sound Department
- 1934: The Path of Glory
- 1934: Dick Turpin *Editor
- 1936: Television Comes to London (Fernsehdokumentation)
- 1936: As You Like It *Regieassistenz
- 1937: Pasquinade (Fernsehfilm) +*Drehbuch, *Musikdepartment
- 1937: Paddle Steamer: Down River in 1850 (Kurzfilm)
- 1937: Round the Film Studios (Fernsehreihe, 6 Folgen)
- 1938: Tristan and Isolda (Fernsehfilm) +*Drehbuch
- 1938: Julius Caesar (Fernsehfilm) +*Regie, *Drehbuch
- 1939: The Tempest/II (Fernsehfilm) +*Regie, *Drehbuch
- 1944: Heinrich V.
- 1949: Alice im Wunderland (Alice au pays des merveilles) *Regie, *Drehbuch
- 1950: Master of Arts (Fernsehfilm)
- 1951: BBC Sunday-Night Theatre (Fernsehreihe, 3 Folgen) +*Drehbuch
- 1952: The Second Mrs. Tanqueray *Regie
- 1954: Doorway to Suspicion *Regie
- 1956, 1957: The Adventures of Sir Lancelot (Fernsehserie, 13 Folgen)
- 1959: Das Geheimnis der Mine (Mystery in the Mine) *Drehbuch
- 1960: New Minds for a New Firm (Kurzdokumentation) *Regie

Filme über Dallas Bower
- 1969: Frost on Saturday – Folge Color TV Special
- 1995: Kino Europa – Die Kunst der bewegten Bilder (Fernseh-Miniserie)
  - Folge: End of an Era
  - Folge: Opportunity Lost